# 傣族孔雀舞
孔雀舞是傣族的民间传统舞蹈，是南亞孔雀舞的傣族版本，以云南省瑞丽市的孔雀舞最具代表性。“孔雀舞”在德宏地区傣那语中称为嘎洛勇（IPA：/ka31 lok53 juŋ55/），西双版纳地区傣仂语称仿糯永（傣仂语：ᦝᦸᧃᧉ ᦷᦓᧅ ᦍᦳᧂ，IPA：/fɔn4 nok8 juŋ2/）。“嘎/仿”为“跳舞”，“洛勇/糯永”即“孔雀”。
孔雀舞也承载了傣族人民对本民族文化和历史故事的想象，在构建傣族的文化认同方面发挥了重要作用。孔雀舞的普及流行范围和传播面极广，成为中国傣族的象征性文化艺术符号。

## 传统孔雀舞

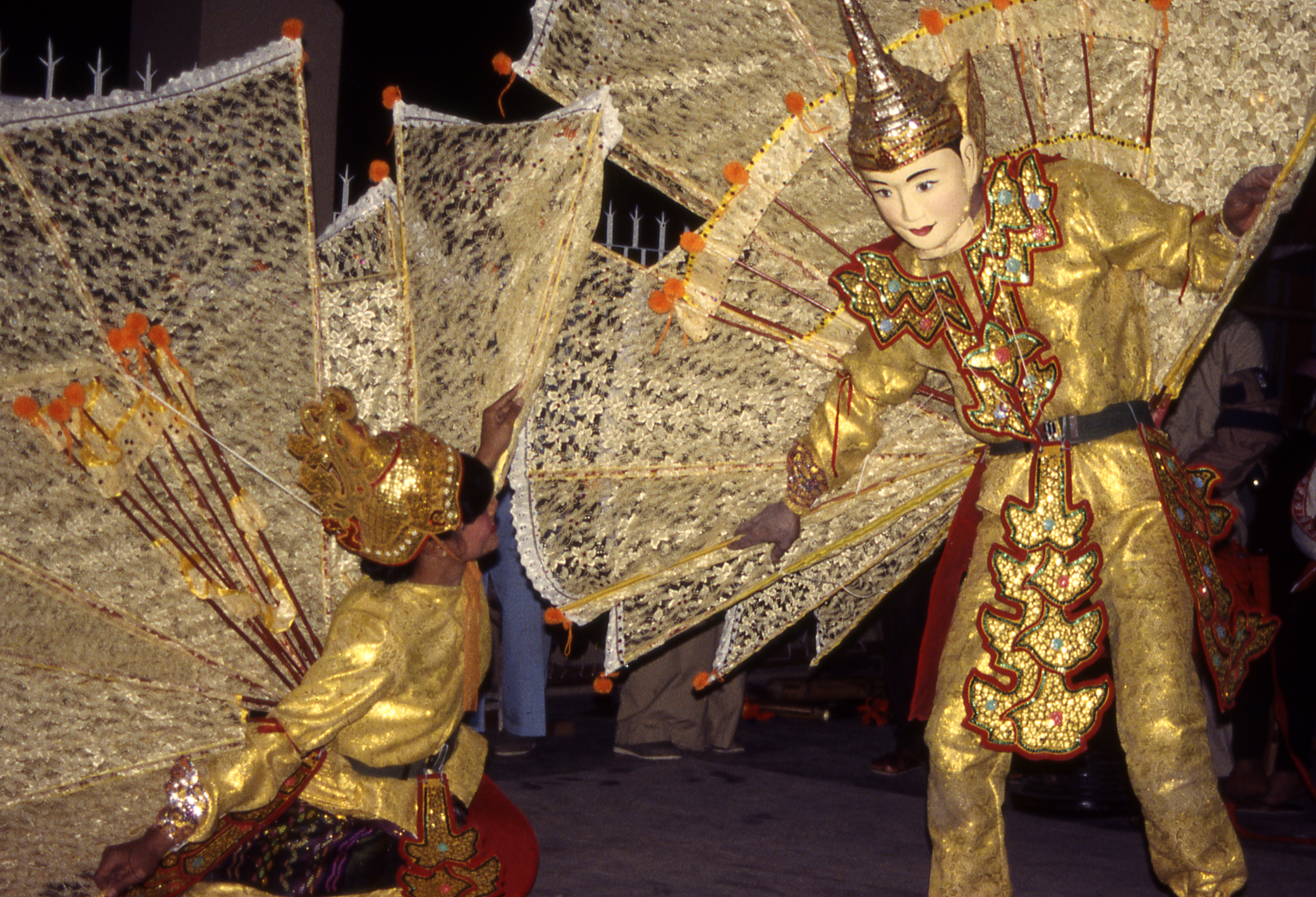
缅甸掸邦的神鸟舞，也称孔雀舞，道具服装颜色以黄色为主。中国傣族“架子孔雀舞”与之类似，但服装以绿色为主

### 起源
中国傣族的孔雀舞与缅甸、泰国、老挝等地的“紧那罗”、“紧那梨”神鸟舞乐属同源文化，傣族孔雀舞与缅甸掸邦的神鸟舞最为接近。紧那罗是源于巴利语的音乐天神、人面鸟身的怪物，紧那梨是紧那罗的雌性体。最初的神鸟舞是印度佛教艺术影响下产生的舞蹈，与孔雀无关，但在文化的交融碰撞中，流传于傣族地区的神鸟舞本源逐渐淡化，被傣族崇仰的孔雀文化所替代，演变为现今的孔雀舞。
在傣族神话中，有一种人面鸟身的孔雀，曾与人婚配后生下无数后代，因此傣族先民认为孔雀与傣族古代氏族有血缘关系，从而十分崇拜。德宏瑞丽、西双版纳勐海、普洱景谷等地仍然流传有佩戴面具跳的孔雀舞，身上佩戴的孔雀道具重达十多斤，原型正是从人面鸟身的孔雀演变而来。傣族中关于孔雀舞的传说故事众多，流传最广的有《召树屯和喃木诺娜》，表演者根据各地不同的传说编舞，形成不同流派的孔雀舞。瑞丽、沧源、孟连大致属同一流派，西双版纳、景谷属另一流派。

### 道具与配乐
傣族传统孔雀舞分为“架子孔雀舞”和“徒手孔雀舞”。“架子孔雀舞”是道具舞蹈，表演时需要穿戴大型道具服饰——使用竹子、绸布等材料制成的仿“孔雀开屏”的架子，重者多达二十公斤，将架子固定于背部后腰处，还需佩戴金盔、面具等道具。舞蹈场地在空地即可，一般不需要场景布置。
孔雀舞表演多以象脚鼓为伴奏乐器，按3/4拍的节奏拍击，也会伴以锣、钹等乐器。为迎合外地游客的艺术欣赏习惯，少数民间艺人开始采用音乐录音带伴奏。

### 表演

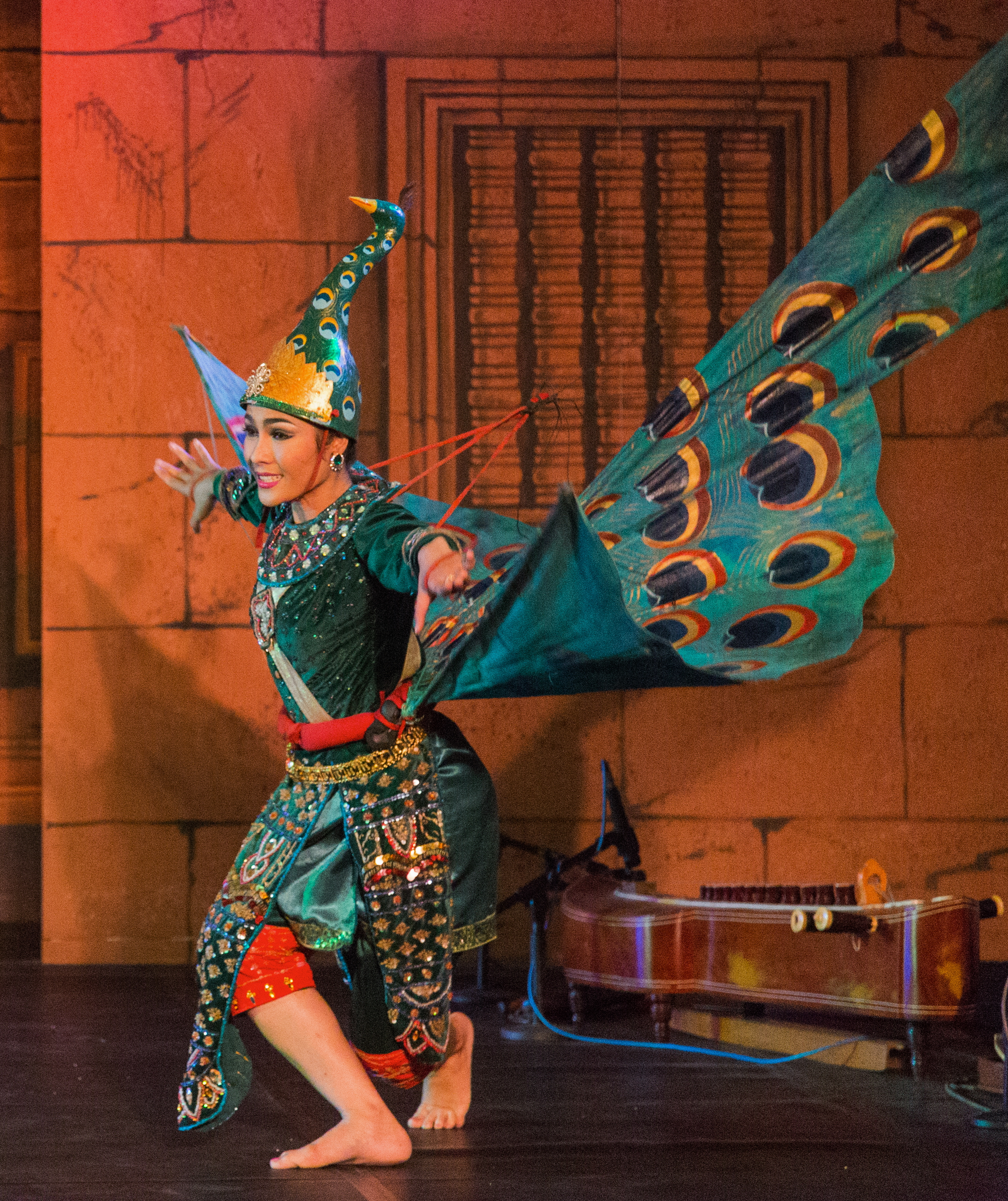
柬埔寨孔雀舞的“三道弯”形象

德宏地区的孔雀舞在红白喜事时表演，早年为土司专属娱乐活动，民众付钱也可观赏；西双版纳地区的孔雀舞一般在节日和宗教仪式中上演。
早期的孔雀舞仅限男性跳，到中华人民共和国成立后，才开始有女性跳孔雀舞。舞蹈单位分为独舞、双人舞和三人以上集体舞。孔雀舞有严格的程式要求和规范化的步法，以膝盖屈伸带动身体舞动，重起轻落、慢蹲快起，运动幅度较小，模仿孔雀漫步、饮水、抖翅等，每个动作有相应的鼓语伴奏。舞蹈风格上分为雄孔雀舞、雌孔雀舞、小孔雀舞，雌孔雀舞也由男性舞者表演。舞姿为傣族舞蹈经典动作“三道弯”与“一边顺”的融合，“三道弯”即躯干形成“S”型曲线，第一道弯为立起的脚掌至膝部，第二道弯为膝部至胯部，第三道弯为胯部至倾斜的上身，除躯干外，肢体也需呈现“三道弯”的形态。“一边顺”为舞蹈时手、腿同出一侧。

### 非遗保护
2006年5月20日，国务院将傣族孔雀舞列入首批国家级非物质文化遗产代表性项目名录。瑞丽民间艺人旺腊与约相广拉成为傣族孔雀舞的国家级非遗传承人，两人都跳徒手孔雀舞。云南省级传承人喊思、德宏州级传承人尚卯相等艺人跳架子孔雀舞。

## 现代孔雀舞

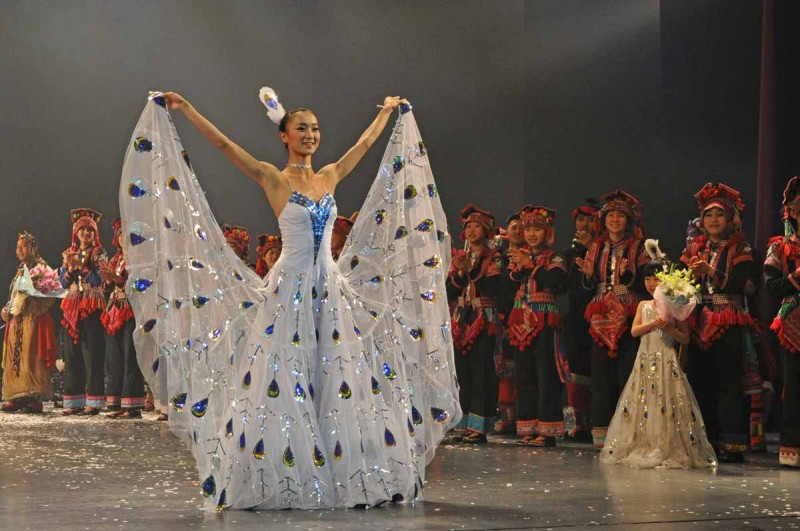
杨丽萍身着现代孔雀舞服装

1953年，由胡宗澄编导、云南人民文工团主演的《孔雀舞》首次脱离传统孔雀舞的模式，率先采用女性形象作为主体，表现傣族小姑娘与孔雀共舞、比美，最终逗引孔雀开屏的艺术构思。随后，又有杨丽坤《小卜少》、毛相《双人孔雀舞》、金明《孔雀舞》、刀美兰《金孔雀》等现代孔雀舞作品问世，去除了传统舞蹈中笨重的服装道具，使舞者能以轻盈的姿态表演，风格愈加丰富，表演服饰逐渐从长裤改为饰有蓝色羽毛的大摆裙。这一时期的舞蹈编导仍然重视对傣族传统文化的挖掘，舞蹈作品中融合有多个傣族地区不同流派的孔雀舞精华。除了对傣族自身的艺术素材挖掘之外，这一时期的现代孔雀舞也融合了其他民族舞蹈的成分，如毛相《双人孔雀舞》中融合有景颇族、德昂族、阿昌族的大鹏鸟舞、大象舞、鹭鸳舞、花环舞等元素，甚至还有蒙古族舞蹈的抖肩、维吾尔族舞蹈的晃颈等动作，金明《孔雀舞》中更是借鉴了芭蕾舞的技巧。
1986年，杨丽萍自编自演《雀之灵》，成为孔雀舞创新发展史上的重要作品，不再是对孔雀动作的简单模仿，而是以指尖的灵动和创新的“三道弯”造型表现孔雀形象。现代孔雀舞中具有代表性的“孔雀嘴”手形，正是从《雀之灵》开始深入人心。2012年中央广播电视总台春节联欢晚会，杨丽萍表演《雀之恋》，获得巨大成功，但其创造性舞蹈已完全脱离傣族传统孔雀舞，该作品以内容和情感作为表现重点，除了对舞蹈服饰“大孔雀尾”的抛、接，几乎没有传统意义上的舞蹈技术或技巧。
以杨丽萍为代表的现代孔雀舞与民间孔雀舞有很大的差別，虽符合现代审美，但已背离传统。经过创新的现代孔雀舞在大众心中更受欢迎，由于旅游业的带动又反作用于傣族，成为民族舞蹈学校的培训项目。

## 脚注
1. 1 2  . www.ihchina.cn. 中国非物质文化遗产网.   [2021-03-13]. （原始内容存档于2021-06-04）.
2. ↑  马向东等（2011年），第44页
3. ↑  郑纯等（2000年），第205页
4. ↑  孟尊贤（2007年），第6页
5. ↑  喻翠容 & 罗美珍（2003年），第296页
6. ↑  孟尊贤（2007年），第1036页
7. ↑  喻翠容 & 罗美珍（2003年），第211页
8. ↑  段世敏 & 李卫红（2015年），第114页
9. ↑  石剑峰 & 石裕祖（2018年），第85页
10. 1 2  朱海鹰（2018年），第65页
11. ↑  朱海鹰（2018年），第66页
12. ↑  陈孺性（1962年），第28页
13. ↑  朱海鹰（2018年），第67页
14. 1 2  岩峰等（1999年），第287页
15. 1 2 3  赵世林 & 田婧（2010年），第54页
16. 1 2 3  李晓璇. . 新浪文化. 2014-08-22  [2021-03-14]. （原始内容存档于2015-06-27）.
17. 1 2  石剑峰 & 石裕祖（2018年），第87页
18. 1 2 3  郑好（2015年），第109页
19. ↑  朱海鹰（2018年），第63页
20. ↑  郑好（2015年），第108页
21. ↑  姜克微（2015年），第212页
22. 1 2 3 4  刘兰雨（2019年），第127页
23. ↑  韦佳瑛（2015年），第110页
24. ↑  石剑峰 & 石裕祖（2018年），第91页
25. 1 2 3  周灿，尹卫东 & 景德萍（2011年），第183页
26. ↑  段世敏 & 李卫红（2015年），第112页
27. ↑  姜克微（2015年），第211页
28. ↑  石剑峰 & 石裕祖（2018年），第88页
29. ↑  石剑峰 & 石裕祖（2018年），第89页
30. ↑  石剑峰 & 石裕祖（2018年），第90页
31. 1 2 3  余凯亮（2018年），第38页
32. ↑  常俊勇（2016年），第33页
33. ↑  余凯亮（2018年），第39页